# Pianengo
Pianengo (lombardul: Pianénch) település Olaszországban, Lombardia régióban, Cremona megyében. Lakosainak száma 2533 fő (2023. január 1.). Pianengo Campagnola Cremasca, Crema, Sergnano, Ricengo és Casale Cremasco-Vidolasco községekkel határos.

## Népesség
A település lakossága az elmúlt években az alábbi módon változott:
| Lakosok száma | 2596 | 2549 | 2538 | 2533 |
|               | 2013 | 2017 | 2018 | 2023 |